# Schönfeld (Familienname)
Schönfeld oder Schoenfeld ist der Familienname folgender Personen:

## Namensträger

### A
- Adele Schönfeld (1888–1953), deutsche Schauspielerin
- Alan H. Schoenfeld (* 1947), US-amerikanischer Mathematiker und Mathematikdidaktiker
- Alice Schoenfeld (1921–2019), deutsch-US-amerikanische Violinistin und Musikpädagogin
- Alois Schönfeld (1872–1938), russlanddeutscher Geistlicher und Märtyrer
- Anton von Schönfeld (1827–1898), österreichischer Militär
- August Schönfeld (1874–1936), österreichischer Röntgenologe
- Ave von Schönfeld (vor 1515–1541), deutsche Nonne
- Axinia Schönfeld, deutsche Jazzmusikerin und lutherische Geistliche

### B
- Baruch Schönfeld (1787–1852), ungarischer Schriftsteller und Lehrer
- Bernard C. Schoenfeld (1907–1990), US-amerikanischer Drehbuchautor
- Bruno Schönfeld (1885–1981), deutscher Schauspieler, Theaterregisseur und -intendant

### C
- Carl Schönfeld (Schauspieler, 1819) (1819–1885), deutscher Schauspieler
- Carl Schönfeld (Schauspieler, 1854) (1854–1934), österreichischer Schauspieler und Regisseur
- Carl Schönfeld (Politiker) (1902–1951), deutscher Politiker (CDU)
- Carlo Morelli di Schönfeld (1730–1792), Historiker, österreichischer Administrator
- Chiara Schönfeld (* 1995), Schweizer Jazzmusikerin
- Christina Schönfeld (* 1955), deutsche Regisseurin, Schauspielerin und Gebärdensolistin
- Christian von Berg-Schönfeld (1715–1789), Erbherr auf Schönfeld sowie Eigentümer von Cleptow

### D
- Dagobert Schoenfeld (1833–1916), deutscher Pastor und Reiseschriftsteller

### E
- Eduard Schönfeld (Astronom) (1828–1891), deutscher Astronom
- Eduard Schoenfeld (Maler) (1839–1885), deutscher Maler
- Eduard Schönfeld (Politiker) (1873–1936), österreichischer Politiker (SdP)
- Eike Schönfeld (* 1949), deutscher Linguist, Volkskundler, Übersetzer und Autor
- Eleonore Schoenfeld (1925–2007), deutsch-US-amerikanische Cellistin
- Elsa Schönfeld (1908–1986), deutsche Malerin
- Elisabeth von Schönfeld (1832–1904), österreichische Hofdame
- Emil Schönfeld (1885–1966), deutscher Gewerkschafter
- Erich Schönfeld (1904–1983), deutscher Maler und Grafiker
- Ernst Schönfeld (Politiker), deutscher Widerstandskämpfer und Politiker (SPD)
- Ernst Collin-Schönfeld (eigentlich Ernst Heinrich Schönfeld; 1882–1953), deutscher Lehrer, Archivar und Schriftsteller
- Eva Maria Schönfeld (* 1944), deutsche Politikerin (CDU), MdL Sachsen
- Eveline Schönfeld (* 1998), deutsche Filmregisseurin und Drehbuchautorin
- Evelyne Schönfeld (* 1938), deutsche klassische Gitarristin (eigentlich: Eveline Schultze)

### F
- Franz Schoenfeld (Chemiker) (1834–1911), deutscher Chemiker und Industrieller
- Franz Schönfeld (Schauspieler) (1851–1932), deutscher Schauspieler und Regisseur
- Franz Schönfeld (Brauwissenschaftler) (1866–1940), deutscher Chemiker und Brauwissenschaftler
- Franz Schönfeld (Widerstandskämpfer) (1890–1944), österreichischer Beamter und Widerstandskämpfer
- Franz Thomas Schönfeld (1753–1794), österreichischer Freimaurer und Jakobiner, siehe Junius Frey
- Friedhelm Schönfeld (* 1938), deutscher Jazzmusiker
- Friedrich Schönfeld (Goldschmied) (vor 1645–1706), deutscher Goldschmied und Siegelschneider
- Friedrich Schönfeld (Lithograf) (1807–1853), Schweizer Lithograf
- Friedrich Schönfeld (Musiker) (1895–1982), österreichisch-türkischer Flötist
- Friedrich Wilhelm von Schönfeld (1730–1805), deutscher Generalleutnant
- Fritz Schönfeld (Friedrich Schönfeld; 1895–1944), deutscher Schauspieler und Theaterregisseur

### G
- Gabriel Schoenfeld (* 1955), US-amerikanischer Politikwissenschaftler
- Georg August von Schönfeld (1722–1793), deutscher Generalleutnant
- Gerald Schoenfeld (1924–2008), US-amerikanischer Produzent und Theaterbesitzer
- Gerd Schönfeld (1948–2021), deutscher Schriftsteller und Kirchenmusiker
- Gerold Schönfeld (* 1954), deutscher Rechtsanwalt
- Gisela Schönfeld (* 1956), deutsche Rettungsschwimmerin
- Gregor Schönfeld der Ältere (1559–1628), deutscher Theologe
- Guntram Schönfeld (* 1952), deutscher Prähistoriker und Denkmalpfleger

### H
- Hanns Martin W. Schoenfeld (auch Hanns Martin W. Schönfeld; 1928–2011), deutscher Wirtschaftswissenschaftler und Hochschullehrer
- Hans von Schönfeld (1544–1599), deutscher Hofbeamter und Diplomat
- Hans Schönfeld (Schriftsteller) (1883–nach 1936), deutscher Schriftsteller
- Hans Schönfeld (Theologe) (1900–1954), deutscher Theologe und Volkswirt
- Hans Schönfeld (Ingenieur) (1903–1978), deutscher Elektroingenieur und Hochschullehrer
- Heinrich Schönfeld (Maler) (1809–1845), deutscher Maler
- Heinrich Schönfeld (Fußballspieler) (1900–1976), österreichischer Fußballspieler
- Heinz Schönfeld (1908–1957), deutscher Elektrotechniker
- Helmut Schönfeld (* 1929), deutscher Sprachwissenschaftler
- Henning Schönfeld (1894–1958), deutscher Generalmajor
- Herbert Schönfeld (Mediziner) (1894–1979), deutscher Pädiater und Philologe
- Herbert Schönfeld (Journalist) (* 1919), deutscher Journalist und Politiker (KPD/SED)
- Hermann Schoenfeld (1861–1926), Germanist und Literaturwissenschaftler

### I
- Ignaz von Schönfeld (1778–1839), österreichischer Beamter und Genealoge

### J
- Jakob Schönfeld (1884–1937), russlanddeutscher Geistlicher und Märtyrer
- Jakob Ludwig Schönfeld (1785–1866), deutscher Soldat
- Jim Schoenfeld (* 1952), kanadischer Eishockeyspieler und -trainer
- Jobst Schönfeld (* 1957), deutscher Brigadegeneral
- Johann August von Schönfeld (1699–1760), deutscher Adliger und Hofbeamter
- Johann Ferdinand von Schönfeld (1750–1821), österreichischer Unternehmer, Kunstsammler und Schriftsteller
- Johann Georg von Schönfeld (1718–1770), deutscher Rittergutsbesitzer
- Johann Heinrich Schönfeld (1609–1684), deutscher Maler
- Johann Hilmar Adolph von Schönfeld (1743–1820), deutscher Politiker und Diplomat
- Johann Siegfried von Schönfeld (1682–1718), kurfürstlich-sächsischer und pfälzischer Kammerherr und Rittergutbesitzer
- Josef Schönfeld (1821–1878), österreichischer Bildhauer und Holzschnitzer

### K
- Karl Schönfeld (Indologe) (1878–??), Schweizer Indologe
- Karl Schoenfeld (Politiker) (1868–1951), deutscher Beamter und Politiker (NLP), MdL Hohenzollernsche Lande
- Karl Emil Schönfeld (1854–1934), österreichischer Schauspieler und Regisseur
- Karl-Heinz Schoenfeld (* 1928), deutscher Karikaturist
- Karl Theobald Schönfeld (1836–1917), deutscher Politiker (NLP), MdL Hessen
- Karsten Schönfeld (* 1963), deutscher Politiker (SPD)
- Konrad Schönfeld (* 1932), deutscher Grafiker und Gebrauchsgrafiker
- Kurd von Berg-Schönfeld (1856–1923), deutscher Verwaltungsbeamter

### L
- Leopold II. von Schönfeld (auch Luitpold II. von Schönfeld; † 1217), deutscher geistlicher, Bischof von Worms
- Louise Schönfeld (1826–1903), deutsch-österreichische Schauspielerin
- Lowell Schoenfeld (1920–2002), US-amerikanischer Mathematiker

### M
- Marian Meinhardt-Schönfeld (* 1970), deutscher Illustrator und Musiker
- Marie Schönfeld (1898–1944), österreichische Regierungsbeamtin und Widerstandskämpferin
- Martin Schönfeld (* 1922), deutscher Fußballspieler
- Mena Schoenfeld (1882–1945), deutsche Bildhauerin und Malerin
- Moritz Schönfeld (1880–1958), niederländischer Sprachwissenschaftler

### N
- Nikolaus Heinrich von Schönfeld (1733–1795), deutscher Generalleutnant

### O
- Oskar Schönfeld (1908–1975), deutscher Maler und Grafiker
- Otto Schönfeld (Lehrer), deutscher Landwirtschaftslehrer und Schulgründer
- Otto Schönfeld (Architekt) (1883–nach 1932), deutscher Architekt
- Otto Bruno Schoenfeld (1871–1938), deutsch-amerikanischer Fechter, Wrestler und Boxer

### P
- Patrick Schönfeld (* 1989), deutscher Fußballspieler
- Paul Schönfeld (Pastor) (1821–nach 1898), deutscher Pastor, Imker und Autor
- Paul Schönfeld (Politiker) (1928–1998), deutscher Politiker (SPD), Bürgermeister von Karben
- Paula Schönfeld, Opernsängerin (Sopran)
- Peter Schönfeld  (* 1937), deutscher Ökonometriker
- Pavel Schönfeld, Geburtsname von Pavel Tigrid (1917–2003), tschechischer Schriftsteller, Journalist, Herausgeber und Politiker

### R
- Richard Schoenfeld (1884–1956), deutscher Bildhauer und Maler
- Rudolf von Schönfeld (1876–1940), österreichisch-tschechischer Offizier und Politiker

### S
- Sarah Schönfeld (* 1979), deutsche Künstlerin
- Stephanie Schönfeld (* 1978), deutsche Schauspielerin
- Susanne Schönfeld (* 1965), deutsche Schauspielerin
- Swetlana Schönfeld (* 1951), deutsche Schauspielerin

### T
- Theodor von Schönfeld (1816–1879), österreichisch-böhmischer Buchhändler und Politiker
- Theodor Schönfeld (1857–1931), österreichisch-tschechischer Jurist
- Thomas Schönfeld (1923–2008), österreichischer Chemiker und Pazifist

### V
- Victorin Schönfeld (1525–1591), deutscher Mathematiker und Astronom
- Volker Schönfeld (* 1946), deutscher Radrennfahrer

### W
- Walter Schoenfeld (1930–2015), US-amerikanischer Modeunternehmer und Sportmäzen
- Walther Schönfeld (Jurist) (1888–1958), deutscher Jurist, Geistlicher, Rechtsphilosoph und Hochschullehrer
- Walther Schönfeld (Mediziner) (1888–1977), deutscher Dermatologe und Hochschullehrer
- Wilhelm Schönfeld (1884–??), deutsch-norwegischer Lithograf und Verbandsfunktionär
- Wolfgang Schönfeld (* 1950), deutscher Finanzwirt